# Hans Brask
Hans Brask, född 1464 i Linköping, död 30 juli 1538 i cisterciensklostret i Ląd vid Poznań, Polen, var en svensk katolsk präst, biskop av Linköpings stift cirka 1513–1527. Han är för eftervärlden bland annat känd för sin brasklapp från 1517, då han hemligt reserverade sig mot avsättandet av den dåvarande ärkebiskopen. Sammansvärjningsbrevet som biskop Brask skrev tillsammans med andra om rivningen av Gustav Trolles borg Almarestäket fick avgörande betydelse vid Stockholms blodbad, se Stäkets rivning.
Efter att ha delegerats ansvaret för Uppsala stift på anmodan av ärkebiskop Johannes Magnus blev han under den senares frånvaro en av katolicismens främste försvarare under reformationen i Sverige. Efter att även Brask begett sig utomlands omkring 1527, övergick frågan till andra katolska biskopar och präster.

## Biografi

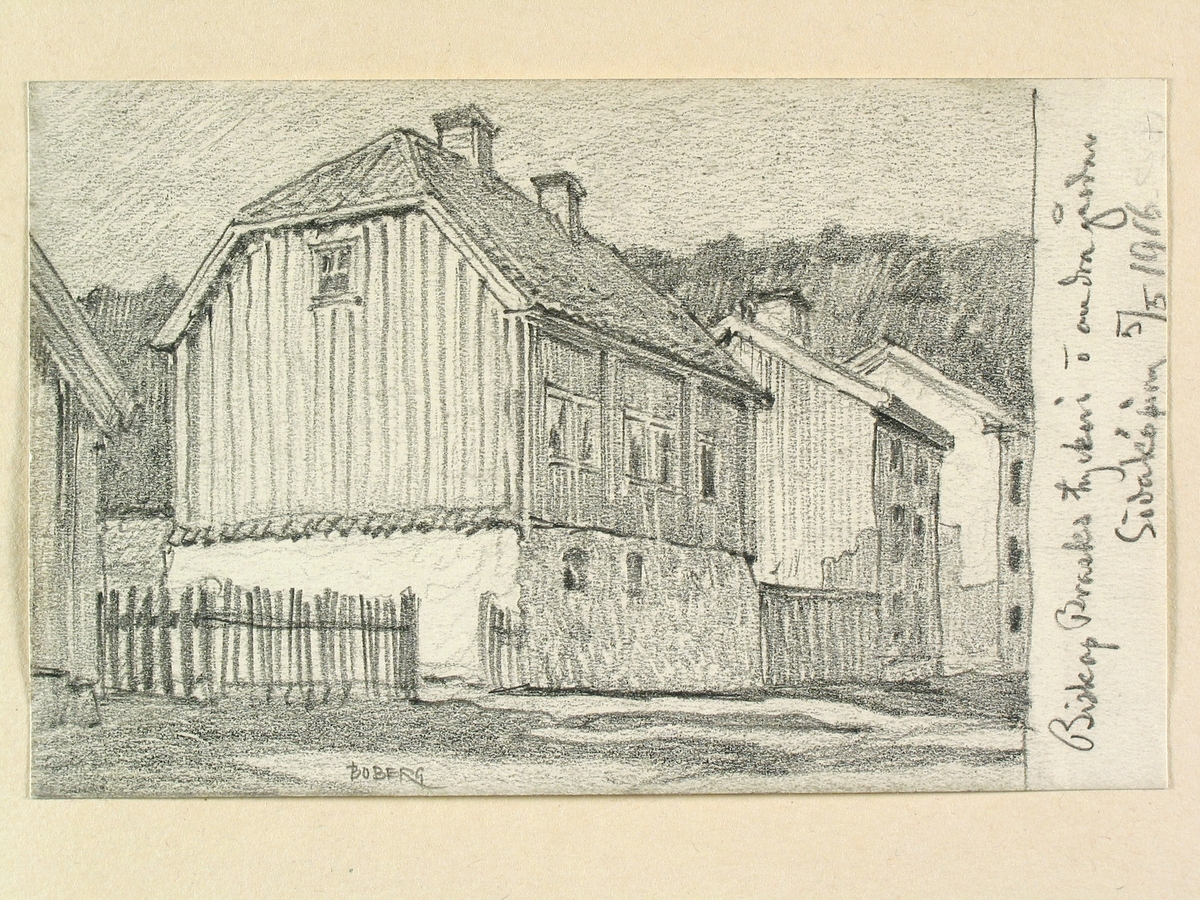
Kolteckning av Ferdinand Boberg (1860–1946) föreställande biskop Hans Brasks tryckeri i Söderköping, daterad 5 maj 1916. Teckningen ingår i samlingen i Nordiska museets arkiv.

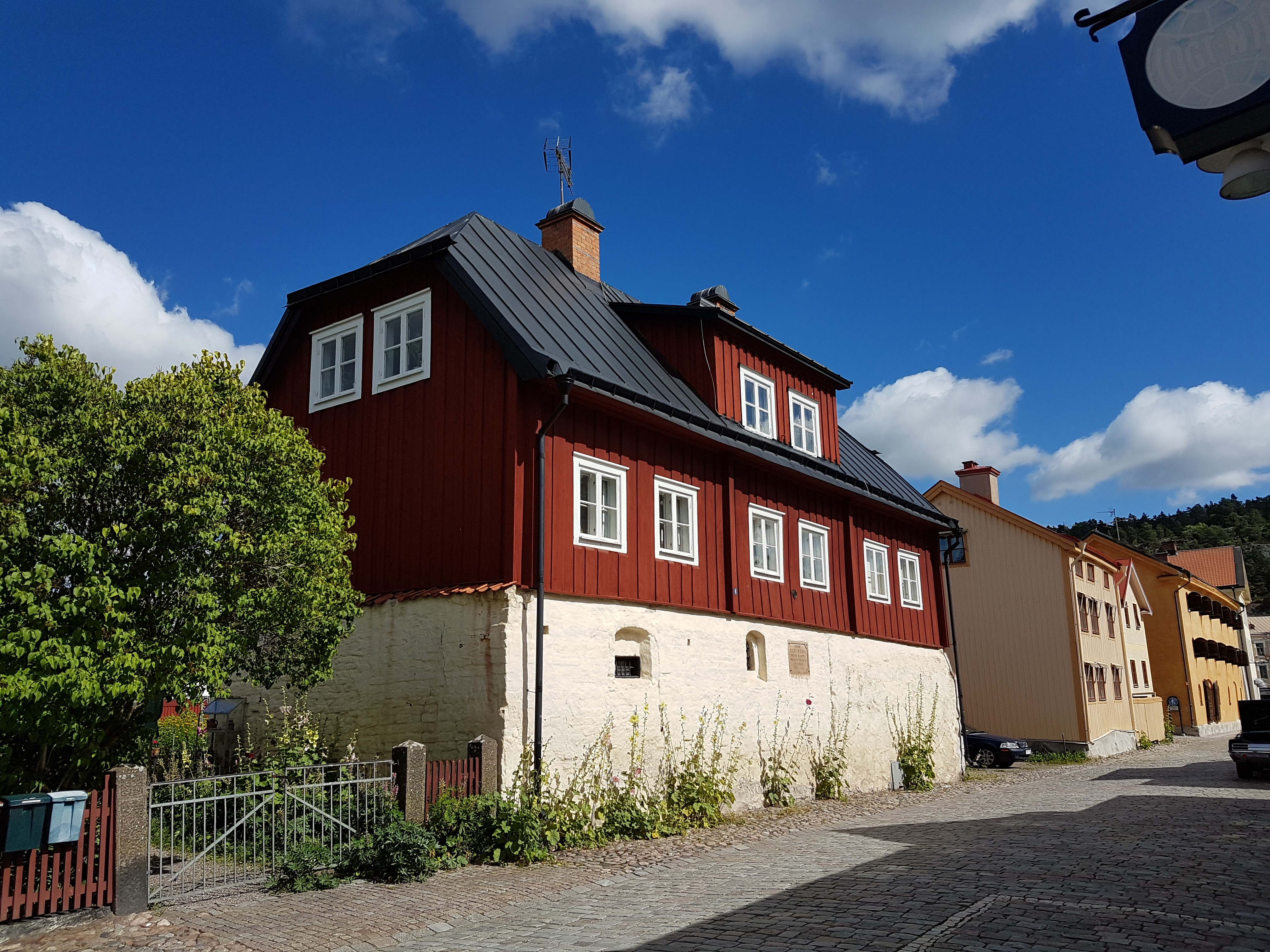
Hans Brasks tryckeri, Braskens tryckeri, på Munkbrogatan i Söderköping, där antilutherska skrifter trycktes. Fotografi från 2016, 100 år efter Ferdinand Bobergs teckning av tryckeriet som visas ovan.

### Tidiga år
Brasks far var borgmästare i Linköping. Brask själv bedrev juridiska och kyrkorättsliga studier vid Greifswalds och Rostocks universitet samt blev vid något av dem doktor. Efter sin hemkomst anställdes han som kanik i Linköpings kapitel och var en tid biskop Henrik Tidemanssons kansler.
Brask blev 1501 domprost efter Hemming Gadh då denne blev biskop. Under åren därefter vistades Brask i Rom men inträdde efter sin återkomst till Sverige 1504 i rikets råd. Under de följande åren spelade han en roll i de förhandlingar som fördes med Danmark efter brytningen 1505 och tillhörde dem som försökte arbeta fram en förlikning med danske kungen. Förlikningsträvandena kulminerade med Erik Trolles val till riksföreståndare men falangen krossades av Sten Sture den yngre 1513. Samma år blev Brask biskop i Linköpings stift, sedan Gadh som var vald utan påvlig bekräftelse, måst träda tillbaka.

### Tid som biskop
Under den följande tiden fick han en svår roll, då han egentligen ogillade Sten Stures uppträdanden mot ärkebiskop Gustaf Trolle men inte hade makt att motsätta sig denne. Detta skall vara bakgrunden till den "brasklapp" han skall ha infogat i beseglingen av 1517 års riksdagsbeslut. Efter Sten Stures död slöt han sig även till Kristian II och unionspartiet, men övergick, främst genom Arvid Gustafsson Västgötes påtryckningar till Gustav Vasas sida.
Brask är mest känd för den så kallade brasklappen. Det sägs om Hans Brask, när han tvingades underteckna och sätta sitt sigill på 1517 års riksdags beslut att avsätta ärkebiskop Gustaf Trolle, att han under sigillet stack en liten lapp, på vilken han hade skrivit "Härtill är jag nödd och tvungen" (alternativt "Till denna besegling är jag nödd och tvungen"). Detta berättas första gången i Olaus Petris svenska krönika, skriven på 1540-talet och behäftad med många felaktigheter (se även Pelle Holm: Bevingade ord, uppslagsordet "Nödd"). Det ska ha gjort att han överlevde Stockholms blodbad.

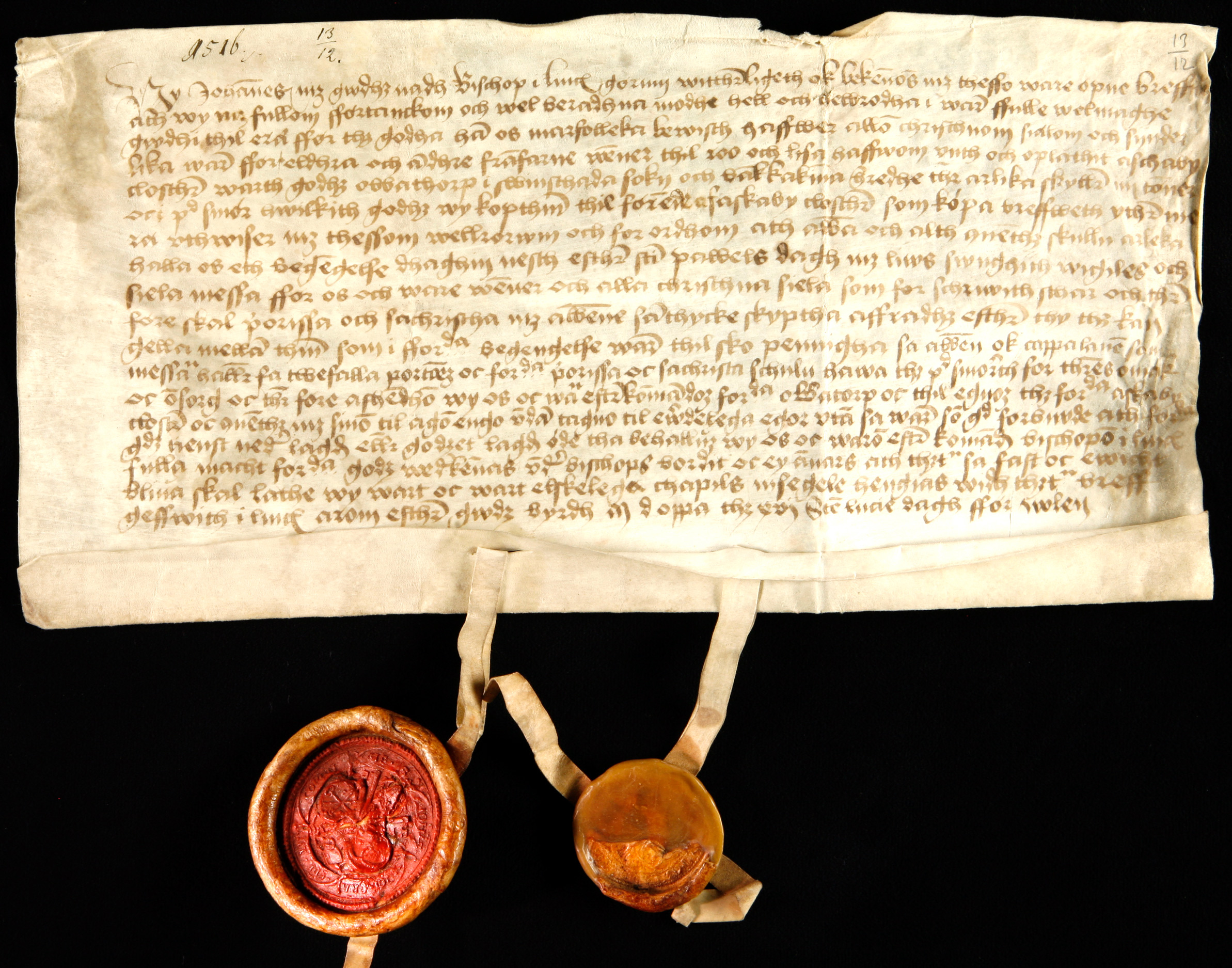
Biskop Hans Brask upplåter gods till Askeby kloster. Svenskt Diplomatariums huvudkartotek nr 37959.

Han stod till en början högt i anseende hos Gustav Vasa och var hans rådgivare i utrikespolitiska frågor men i takt med reformationen försämrades förhållandet. Brask protesterade 1525 mot Olaus Petris giftermål. Han påstås ha sagt bättre hade varit, Paulus blifvit bränder, än att han skulle varda af hvar man känder.
Brask var politiskt och religiöst konservativ. "Vårt rikes frihet", sade han, "hänger på kyrkan och ridderskapet". Han var en av sin tids högutbildade inom ekonomi, politik och teologi men intresserade sig också för jordbruk.
Han startade ett boktryckeri och ett pappersbruk i Söderköping. Tryckeriet var verksamt från 1523 till 1526 och lades ner på Gustav Vasas befallning tillsammans med pappersbruket i samband med reformationen. Orsaken var att tryckeriet gav ut antilutherska skrifter. Huset i Söderköping finns fortfarande kvar och kallas för "Braskens tryckeri" Så vitt man vet var han den förste som tänkte på att förbinda Vättern och Vänern med en kanal och således möjliggöra en direkt förbindelse mellan östra Sverige och Kattegatt.
Vid Västerås riksdag 1527 kom den stora sammanstötningen mellan kungen och biskopen, den så kallade Västerås recess. Sedan Johannes Magnus avrest till Danzig, blev Brask katolicismens främste försvarare i Sverige.

### Senare år
Han tvingades dock som sådan vika sig för kungens beslut att kyrkan skulle överlämna alla slott och all överflödig ränta till kungen. Han begav sig efter detta på en visitationsresa till Gotland, varifrån han sedan fortsatte till Danzig för att aldrig återkomma till Sverige.

## Forskning
År 1970 utgav Hans Gillingstam och Göran Setterkrans handskriften "Genealogica 2", nu i Riksarkivet. Vid undersökningar har den visat sig vara en avskrift av en ej längre bevarad släktbok över Brask. Kunskapen om det senmedeltida svenska högfrälset har därmed berikats samt även de lägre socialgruppernas släktförhållanden inom Linköpings stift.